# Nautilus (1800)
Nautilus – francuskie okręty podwodne z 1800 i 1801 roku, zbudowane przez Roberta Fultona.
W 1800 Robert Fulton zbudował we Francji z własnych środków łódź Nautilus. Dyrektoriat odmówił finansowania tego przedsięwzięcia, co Fulton zaproponował 13 grudnia 1797. Zgodę na realizację pomysłu uzyskał później od ministra marynarki. Długość miedzianego kadłuba wynosiła 6,4 m, natomiast szerokość 1,1 m. 
W 1801 na zlecenie Napoleona zbudowano kolejny okręt podwodny, który również nazywał się Nautilus. Zwodowany został 3 lipca 1801. Dzięki zbiornikom ze sprężonym powietrzem mógł przebywać pod wodą przez 4,5 godziny. Projekt zakończył się niepowodzeniem, wobec stwierdzenia Napoleona, że działania okrętów podwodnych są niehonorowe. Najprawdopodobniej jednak, Napoleon zmierzał do nabycia kopii projektu, bez konieczności płacenia za nią.
Prawdopodobnie nazwa okrętu Fultona posłużyła za pierwowzór nazwy jednostki podwodnej „Nautilus” w dziele Juliusza Verne’a Dwadzieścia tysięcy mil podmorskiej żeglugi.
Według niektórych źródeł Robert Fulton do zbudowania Nautilusa wykorzystał projekt polskiego lekarza Jakuba Hoffmanna, który chciał użyć łodzi podwodnej w celu uwolnienia Tadeusza Kościuszki z rosyjskiego więzienia.